# The Prisoner's Story
Pour plus de détails, voir Fiche technique et Distribution.
The Prisoner's Story est un film muet américain réalisé par Gaston Méliès, sorti en 1912.

## Fiche technique
- Réalisateur et producteur : Gaston et Georges Méliès
- Sociétés de production : Star Film
- Format : Muet - Noir et blanc - 1,33:1 - 35 mm
- Pays de production : États-Unis
- Genre : Thriller
- Date de sortie :  17 septembre 1912

## Distribution
- Ray Gallagher : Ross Cameron
- Mildred Bracken : Grace Haywood
- Evelyn Selbie : Nell Cameron
- William Stanton : Allan Webb